# Cardano
 (juin 2022).
Cardano est une blockchain open source[réf. nécessaire], ainsi qu'une plateforme permettant d’exécuter des contrats intelligents . La cryptomonnaie interne de Cardano s'appelle Ada. Ce projet est dirigé par Charles Hoskinson, co-créateur d'Ethereum[réf. nécessaire].
Le développement du projet est supervisé par la Fondation Cardano basée à Zoug, en Suisse. Cardano est considéré par certains[réf. nécessaire] comme la synthèse de Bitcoin et d'Ethereum. Elle est la troisième cryptomonnaie au niveau de sa capitalisation, en date du 13 août 2021, après Bitcoin, et Ethereum[réf. nécessaire].

## Histoire
La plate-forme a commencé son développement en 2015 et a été lancée en 2017 par Charles Hoskinson, cofondateur d'Ethereum et de BitShares. Selon Hoskinson, il avait quitté Ethereum après une dispute au sujet de garder Ethereum à but non lucratif. Après son départ, il a cofondé IOHK, une société d'ingénierie blockchain, dont l'activité principale est le développement de Cardano, aux côtés de la Fondation Cardano et d'Emurgo. La plateforme est nommée d'après Girolamo Cardano et la cryptomonnaie d'après Ada Lovelace.
La devise a fait ses débuts avec une capitalisation boursière de 600 millions de dollars. À la fin de 2017, il avait une capitalisation boursière de 10 milliards de dollars et a brièvement atteint une valeur de 33 milliards de dollars en 2018 avant qu'un resserrement général du marché de la cryptographie ne ramène sa valeur à 10 milliards de dollars. Au milieu de 2021 sa capitalisation s’est élevé à 39,8 milliards de dollars. En 2021 Cardano fait partie des dix plus grandes blockchain sur la capitalisation dans le monde. Cardano prétend surmonter les problèmes existants sur le marché de la cryptographie : principalement que Bitcoin est trop lent et rigide, et qu'Ethereum n'est pas sûr ni évolutif.

## Aspects techniques
Cardano utilise une technologie de preuve de participation nommée Ouroboros. Par comparaison, Bitcoin utilise le système de preuve de travail ; la première entrée de blockchain et la plus longue blockchain (blockchain avec la plus grande puissance de calcul) sont utilisées pour déterminer la blockchain honnête. Cardano utilise uniquement la première entrée de blockchain, après quoi la chaîne honnête est prouvée localement sans avoir besoin d'un tiers de confiance.
Au sein de la plate-forme Cardano, Ada existe sur la couche de règlement. Cette couche est similaire à Bitcoin et assure le suivi des transactions. La deuxième couche est la couche de calcul. Cette couche est similaire à Ethereum, permettant aux contrats intelligents et aux applications de s'exécuter sur la plate-forme.
Cardano a la particularité de ne pas suivre de livre blanc. Au lieu de cela, il utilise des principes de conception destinés à améliorer des problèmes rencontrés par d'autres cryptomonnaies : l'évolutivité, l'interopérabilité et la conformité réglementaire. Il est financé par une offre initiale de cryptomonnaie.

## Minage de Сardano
Le projet propose[Comment ?] des outils dans le but de créer des applications décentralisées basées sur des contrats intelligents. Dans le cadre de Cardano, les développeurs ont voulu résoudre les problèmes d'Ethereum, y compris une faible bande passante du réseau. En conséquence, Cardano a été inclus[Par qui ?] dans la liste des plates-formes – «tueurs potentiels» d'Ethereum. La crypto-monnaie Cardano fonctionne sur l'algorithme PoS. Cela signifie que son exploitation minière est plus correctement appelée le «staking» (jalonnement).
Il y a deux façons d’exécuter le staking de Cardano :
- En exécutant son propre nœud (un nœud de réseau pour gérer les missions du réseau). Le processus nécessite des connaissances approfondies en techniques. Un salaire plus élevé sera la récompense du travail.
- Par délégation des missions. Le sens du processus est de transférer votre propre part d'opérations au traitement de celui qui a un nœud. En réponse, vous devrez partager la récompense avec le propriétaire du nœud de réseau[7].